# ادوارد خاچییان
ادوارد یپرمی خاچییان (ارمنی: Էդուարդ Եփրեմի Խաչիյան؛  زادهٔ ۱۷ اوت ۱۹۳۳) زمین‌شناسی، استاد اهل ارمنستان است.

## زندگی‌نامه
وی در ۱۷ اوت ۱۹۳۳ در روستای آراکل به دنیا آمد و از دانشگاه دولتی ایروان فارغ‌التحصیل گشت. وی عضو فرهنگستان ملی علوم ارمنستان است. وی همچنین برندهٔ جوایزی همچون نشان آنانیا شیراکاتسی (۲۰۱۸)، مدال یادبود نخست‌وزیر ارمنستان (۲۰۱۲)، دانشمند شایسته جمهوری ارمنستان و نشان برجسته افتخار شده است.

## یادداشت
1. ↑  տեխնիկական գիտությունների դոկտոր